# Jan Alcober
Juan Alcober (Juan Alcober Figuera; chiń. 費若望; pinyin Fèi Ruòwàng; ur. 31 grudnia 1694 w Grenadzie, zm. 25 października 1748 w Fuzhou) – święty Kościoła katolickiego, dominikanin, misjonarz, męczennik.

## Życiorys
Jego rodzicami byli Francis Alcober i Vincenta Figueras. Na chrzcie otrzymał imiona Jan Tomasz. W 1708 roku wstąpił do dominikanów w Grenadzie. Święcenia kapłańskie przyjął w 1718 roku. Pracował w Hiszpanii do lipca 1725 roku, następnie wysłano go na Filipiny, dokąd wyruszył 15 lipca 1725 r. W Manili pracował wśród Chińczyków. Nauczył się tam języka chińskiego i przygotował do pracy w Chinach, którą rozpoczął w 1728 roku. Gdy w związku z prześladowaniami sytuacja misjonarzy pogorszyła się, zaczął ukrywać się w domach chrześcijan. 26 czerwca 1746 roku został odkryty, aresztowany i uwięziony w Fuzhou. Stracono go przez uduszenie w 1748 roku.

## Dzień wspomnienia
9 lipca w grupie 120 męczenników chińskich

## Proces beatyfikacyjny i kanonizacyjny
Został beatyfikowany 14 maja 1893 r. przez papieża Leona XIII. Kanonizowany w grupie 120 męczenników chińskich 1 października 2000 r. przez Jana Pawła II.